# STS-9
STS-9 (també referit com a STS-41A i Spacelab 1) va ser la 9a missió del Transbordador Espacial de la NASA i la sisena del Transbordador Espacial Columbia. Llançat el 28 de novembre de 1983, la missió de deu dies va portar el primer mòdul laboratori Spacelab a l'òrbita, i va ser l'últim vol del Columbia fins al STS-61-C en gener de 1986.
STS-9 va ser també l'última vegada que el sistema de numeració STS original fou utilitzada fins al STS-26, que va ser designat en les conseqüències del desastre del Challenger de STS-51-L en 1986. Sota el nou sistema, STS-9 seria designat STS-41-A. El successor planejat originalment de la missió STS-9, STS-10, va ser cancel·lat a causa de problemes de la càrrega útil; que va ser seguit en STS-41-B.

## Tripulació
| Posició                           | Astronauta                                   | Astronauta                                   |
| --------------------------------- | -------------------------------------------- | -------------------------------------------- |
| Comandant                         | John W. Young Sixth and last vol espacial    | John W. Young Sixth and last vol espacial    |
| Pilot                             | Brewster H. Shaw, Jr. Primer vol espacial    | Brewster H. Shaw, Jr. Primer vol espacial    |
| Especialista de la Missió 1       | Owen K. Garriott Segon and last vol espacial | Owen K. Garriott Segon and last vol espacial |
| Especialista de la Missió 2       | Robert A. Parker Primer vol espacial         | Robert A. Parker Primer vol espacial         |
| Especialista de la Càrrega Útil 1 | Ulf Merbold, ESA Primer vol espacial         | Ulf Merbold, ESA Primer vol espacial         |
| Especialista de la Càrrega Útil 2 | Byron K. Lichtenberg Primer vol espacial     | Byron K. Lichtenberg Primer vol espacial     |

### Tripulació de reserva
| Posició                           | Astronauta      | Astronauta      |
| --------------------------------- | --------------- | --------------- |
| Especialista de la Càrrega Útil 1 | Wubbo Ockels    | Wubbo Ockels    |
| Especialista de la Càrrega Útil 2 | Michael Lampton | Michael Lampton |

### Tripulació de suport
- John E. Blaha (per CAPCOM)
- Franklin R. Chang-Diaz
- Mary L. Cleave
- Anna L. Fisher
- William F. Fisher
- Guy S. Gardner (ascens CAPCOM)
- Chuck Lewis (Marshall CAPCOM)
- Bryan D. O'Connor
- Wubbo Ockels